# Меланоакантом
Меланоакантом  је ретка варијанта себороичне кератозе која се састоји од доброћудне (бенигне) пролиферације кератиноцита и меланоцита. Да би се потврдила дијагноза меланоакантома, треба консултовати дерматолога.

## Историја
Термин меланоакантом увели су Мишима и Пинкус 1960. године.

## Епидемиологија
Учесталост
Кожни меланоакантом који се генерално сматра ретком болешћу, као примарна дијагноза  јављао се у:
- 5 од 500.000 узастопних узорака биопсије коже у једној серији из Сједињених Америчких Држава.[3]

- једном случају у  серији од 189 узастопних себороичних кератоза дијагностикованих међу шпанским пацијентима.

Док су Симон и сарадници  открили да кожни меланоакантом представља 28% свих себороичних кератоза, Корејска анкета о себороичним кератозама утврдила је да је меланоакантом присутан у 9,2% случајева код 271 тестираних.
Раса
Кожни меланоакантом се чешће описује код белаца него код других. Међутим, лезија је ретка у свим етничким групама.
Пол
Кожни меланоакантом се развија код мушкараца и жена са истом учесталошћу.
Старост
Кожни меланоакантом се развија код људи средњих и старијих година (  46-81 година), са просечном старошћу од 55-65 година.

## Клиничка слика
Меланоакантом се може наћи и на кожи и на оралној слузокожи, међутим орални меланоакантоми су реактивне лезије, а кожни меланоакантоми се сматрају бенигним неопластичним лезијама.
Императив је павилно идентификовати ову лезију јер се клинички може погрешно дијагностиковати као малигни меланом.  

## Дијагноза
За меланоакантоме нису потребне ни лабораторијске ни сликовне студије. Једноставна биопсија бријањем или ексцизијом, у зависности од места меланоакантома, може се урадити у дијагностичке сврхе. Пошто су лезије епидермалне и површне, ексцизија дермиса и субкутиса у основи меланоакантома није потребна нити се препоручује.
Дерматоскопске карактеристике укључују отворе сличне комедонимаа, масним прстим и неправилно распоређеним тачкама. Поређење ових карактеристика између меланоакантома и меланоакантомских меланома показало је да се могу клинички преклапати у изгледу и на дермоскопији.
Меланоакантом је један од најчешћих бенигних тумора који могу имати дерматоскопске карактеристике које указују на малигнитет. Рефлективна конфокална микроскопска процена меланоакантома може показати карактеристике које сугеришу на нодуларни меланом, са дендритичним пагетоидним ћелијама.
Микроскопски преглед меланоакантома коже открива бенигни акантом који се састоји од кератиноцита и дендритичних меланоцита. Могу се видети:
- акантоза,
- хиперкератоза,
- паракератоза,
- папиломатоза
- бисери малих рогова.

Велики дендритични меланоцити са обилним гранулама меланина се шире по целој лезији. 
Цитолошка атипија није карактеристика меланоцита или кератиноцита у меланоакантому. Описана су два типа меланоакантома: дифузни тип у коме су меланоцити неравномерно распоређени по лезији и клонски тип у коме су меланоцити и кератиноцити скупљени у мала гнезда.
Електронско микроскопске студије откривају да је трансфер меланина из ових високо дендритичних меланоцита у суседне кератиноците делимично или, у неким случајевима, потпуно поремећен.
Тестови имунопреципитације и имунофлуоресцентне студије показују да меланоакантом није повезан са малигним меланомом.

## Терапија
Фармаколошке терапије нису доступне за меланоакантоме.
Једноставна ексцизија је лековита за меланоакантоме. Кожни меланоакантом је бенигни и може се уклонити киретажом. Међутим, једна теорија сугерише да кожни меланоакантом може бити самоограничен и да се решава без интервенције.
Криотерапија се може користити ако је дијагноза сигурна и ако није потребан хистолошки преглед. Коагулација аргон плазме је нова опција лечења оралног меланоакантома.
Ожиљци се могу очекивати након хируршког или криотерапијског уклањања меланоакантома.
Стандардна накнадна нега може бити потребна за процену зарастања и решавање козметичких проблема.